# 林登義
林登義（1934年12月26日—2025年4月9日），台灣第一位電視導播，宜蘭羅東人。

《聯合報》05版「第一位電視導播林登義」專訪

## 簡介
精通日文，1961年12月中國電視工程傳習所導播科第一期畢業。
1962年1月1日教育部責成國立教育資料館設立「教育電視廣播實驗電台籌備處」，由國立交通大學電子研究所與中國電視工程傳習所分別負責工程部門及節目部門，1962年2月14日教育電視廣播實驗電台正式成立並開播，成為台灣第一家無線電視台，林登義於該台擔任導播職務，就此成為台灣第一位電視導播。
1962年4月28日臺灣電視公司成立，公開招考員工，林登義以第一名成績錄取導播，於1962年5月16日到職，歷任節目部導播組導播、管理組主控導播、導播組副組長等職務，並長期兼任台視文化公司演員訓練班、節目製作班、編劇班講師，於1994年12月29日退休。
退休後，另獲邀擔任學者衛星電視台節目製播部經理、佛光山電視製作中心經理。
擔任導播前，曾為蘇澳「尚古堂」、羅東「中國工業社」、台北「大陸書店－酒庚祥印舖」刻印師傅，退休後重拾舊技，於「海天篆刻工坊」部落格發表作品，2014年、2015年另於《人間福報》開闢專欄【摩登義趣•閒章集】。
林登義之父親林益生是日據時代知名中醫師，日本東京東洋醫道高等學習院論文合格，當時於宜蘭縣羅東鎮和平路開設「益生中醫診所」，行醫至1968年。

## 編導作品

林登義任職台視32年期間，編導作品不計其數，摘錄一小部分如下：
- 閩南語電視劇：重回懷抱（臺灣電視史上第一齣電視劇）、西北雨、冰點、金喇叭、盲女情、遙遠的愛、春風秋雨[1]、碎心戀[5]、阿公店、金十字架、糊塗大劍客、青春鼓王[6]、古今奇案[7]、傻女婿、千金小姐萬金和尚[8]、再世華佗、鴻福齊天[9]、爸爸不要走[10]、心所愛的人[11]、媽媽、學甲十三英[12]、黃俊雄布袋戲[13]、出外的女人[14]、祖母的嫁妝[15]等。

- 國語電視劇：風蕭蕭（第一部電視小說，台視後來將「電視小說」改稱為「連續劇」，沿用迄今）、星河（第二部電視小說）、碧雲秋夢（第三部電視小說）、清宮殘夢（第一部彩色電視小說，「開國前後」前半部）、青天白日（「開國前後」後半部）[1]、盲女神龍[16]、英雄本無淚、繼承人[17]、英雄路[18]、丹心照汗青、書劍江山、電燈泡、欣欣劇場、刺馬等。

- 綜藝節目：群星會（第一個國語歌唱綜藝節目，為第一任導播）、寶島之歌＋綠島之夜（第一個台語歌唱綜藝節目）、大千世界（第一個趣味益智性綜藝節目，為第一任導播）、五燈獎（田邊俱樂部－周末劇場、歌唱擂台，臺灣電視史上除了各台新聞以外最長壽的節目，也是第一個選秀節目，為第一任導播）[1]、強棒出擊、鄉親您好、天天開心、開心舞台、金舞台[19]等。

- 社教節目：傅培梅時間、錦繡河山、分秒世界、為善長樂、我愛紅娘等。

- 1962年10月11日，第一次電視實況轉播籃球賽事，中華隊與紐西蘭隊於台北中山兒童樂園體育館進行比賽[20]。

- 1963年10月10日，第一次電視實況轉播中華民國國慶閱兵大典[2]。

自台視退休之後，仍有若干作品：
- 1997年應邀參與民間全民電視公司開台經典戲劇「媽媽請您也保重」拍攝工作，擔任導播。

- 學者衛星電視台「真心看台灣」風土民情系列。

- 佛光衛星電視台「佛剎掠影」系列。

### 參照
1. 1 2 3 4  聯合報／報時光／經典影視，【台灣首部彩色播出的電視劇《清宮殘夢》打開電視史黃金新頁】 （页面存档备份，存于），其中包括1970年12月23日《聯合報》05版「第一位電視導播林登義」專訪，2025年6月1日。
2. 1 2  YouTube：TTV台視官方頻道，《台視60  風華再現》Episode II 戲劇人生 （页面存档备份，存于）（1:56〜2:24 臺灣第一位電視導播林登義），2022年4月28日。
3. ↑  人間福報【摩登義趣•閒章集】，《金剛經》四句偈，篆刻／林登義／海天篆刻工坊提供，2014年12月23日。
4. ↑  國史館，《日治時期臺灣皇漢醫道復活運動》。
5. ↑  痞客邦「烤雞脖子..」部落格，《台視連續劇「碎心戀」438〈1971年〉》，2018年2月25日。
6. ↑  國立傳統藝術中心－傳藝典藏網，『閩南語連續劇《青春鼓王》劇本第141集』，提及《青春鼓王》共146集，由林登義執導、曾仲影製作。
7. ↑  痞客邦「烤雞脖子..」部落格，《台視連續劇「古今奇案」─「香君」484〈1972年〉》，2017年11月19日。
8. ↑  人間福報，《往事百語76　有理想，才有實踐》，提及《玉琳國師》搬上螢光幕，電視製作人游娟、林登義等人將此書改成連續劇，易名為「千金小姐萬金和尚」，2015年9月29日。
9. ↑  痞客邦「烤雞脖子..」部落格，《台視連續劇「鴻福齊天」875〈1979年〉》，2021年7月22日。
10. ↑  痞客邦「烤雞脖子..」部落格，《台視連續劇「爸爸不要走」G177〈1979年〉》 （页面存档备份，存于），2015年11月5日。
11. ↑  痞客邦「烤雞脖子..」部落格，《台視連續劇「心所愛的人」932〈1980年〉》，2021年9月15日。
12. ↑  痞客邦「烤雞脖子..」部落格，《台視連續劇「學甲十三英」1107〈1983年〉》，2019年4月25日。
13. ↑  YouTube：黃俊雄布袋戲－1983王子屠龍記，《六合布袋戲》，片頭呈現導播林登義，2016年12月14日。
14. ↑  痞客邦「烤雞脖子..」部落格，《台視連續劇「出外的女人」1117〈1984年〉》，2019年10月9日。
15. ↑  痞客邦「烤雞脖子..」部落格，《1986年台視連續劇「祖母的嫁妝」》，2011年6月7日。
16. ↑  YouTube：TTV台視官方頻道，《盲女神龍  第2集  孝女心(中)  苗可秀(1980)》，片頭呈現導播林登義，2023年10月20日。
17. ↑  痞客邦「烤雞脖子..」部落格，《台視連續劇「繼承人」954〈1981年〉》，2024年12月2日。
18. ↑  痞客邦「烤雞脖子..」部落格，《台視連續劇「英雄路」972〈1981年〉》，2022年7月6日。
19. ↑  痞客邦「烤雞脖子..」部落格，《1986年台視綜藝節目「金舞台」》，2010年8月20日。
20. ↑  運動視界 Sports Vision，《首播！1960年台灣第一場籃球賽的轉播。》，2018年11月25日。

### 來源
- 何貽謀，《台灣電視風雲錄》，臺灣商務印書館，2002年1月5日出版，ISBN 9570517352。

- 王唯，《透視台灣電視史》，中國戲劇藝術實驗中心，2006年10月1日出版，ISBN 9868279305。